# Convair X-6

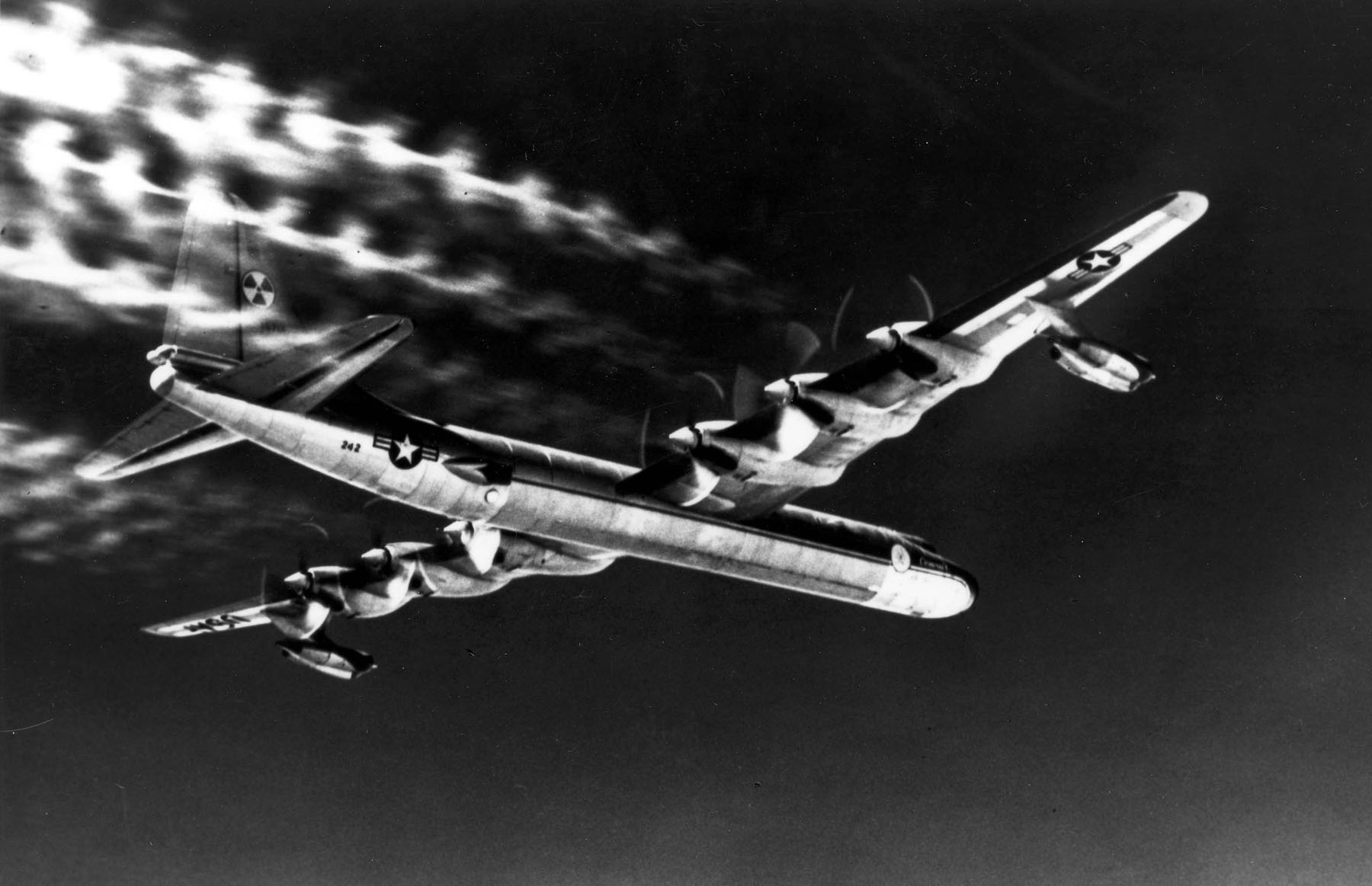
Convair NB-36H (51-5712) bei ihrem siebten Flug am 23. Dezember 1955

Die Convair X-6 war ein Experimentalflugzeugprojekt, das nicht über das Konzeptstadium hinauskam. Ein Erprobungsträger für den vorgesehenen Nuklearantrieb flog zwar, wobei jedoch lediglich die Strahlenabschirmung getestet wurde.

## Geschichte

### Vorgeschichte
Untersuchungen zu den Möglichkeiten eines Nuklearantriebs von Flugzeugen begannen in den USA im Mai 1946 mit dem Programm Nuclear Energy for the Propulsion of Aircraft (NEPA) (Nuklearenergie für den Antrieb von Flugzeugen) der USAF. Die Studien im Rahmen dieses Projekts wurden bis zum Mai 1951 fortgesetzt, als das NEPA vom Programm Aircraft Nuclear Propulsion (ANP) (Flugzeug-Nuklearantrieb) abgelöst wurde. Das ANP wurde gemeinsam von der Air Force und der Atomic Energy Commission verfolgt mit dem Ziel, einen vollmaßstäblichen Flugzeugreaktor mit dem zugehörigen Antrieb zu entwickeln.
Für den Fall, dass Convair das Programm nicht erfolgreich durchführen könnte, wurde auch mit Lockheed ein Vertrag zur Erstellung eines Konzepts für ein Nuklearflugzeug abgeschlossen. Außerdem untersuchten zur gleichen Zeit Boeing, Convair, Douglas und Lockheed auch die Anforderungen an ein überschallfähiges Nuklearflugzeug.

### Triebwerkstechnik
Als Teil des ANP-Programms wurden Aufträge an General Electric zur Entwicklung des P-1 (später P-3) Direkt-Luftkreis-Turbojets und an Pratt & Whitney für einen Indirekt-Luftkreis-Turbojet vergeben. Bei dem Direktkreis-Turbojet (Offenes System) wird Luft von der Verdichterstufe zum Reaktorkern geführt, wo sie erhitzt wird. Die Luft dient dabei gleichzeitig der Reaktorkühlung und wird nach der starken Erwärmung zur Turbinenstufe und dann durch die Düse nach außen geleitet. Der Verdichter wird wie im normalen Turbojet von der Turbine angetrieben, es wird aber keine Brennkammer verwendet und damit auch kein Kerosin eingesetzt und verbraucht, außer zum Anlassen des Triebwerks. Das indirekte (geschlossene) System funktioniert sehr ähnlich, die Luft wird jedoch nicht direkt im Reaktorkern erhitzt, sondern in einem Wärmetauscher, in dem ein Arbeitsmedium (entweder flüssiges Natrium oder Druckwasser) zirkuliert.
General Electric führte einige erfolgreiche Versuche mit dem Direktkreis-Konzept durch. Das Heat Transfer Reactor Experiment (HTRE) verwendete die drei Reaktoren HTRE-1 bis HTRE-3. Der wassermoderierte HTRE-1 wurde erfolgreich mit einem modifizierten J47, dann als X39 bezeichnet, getestet. Nach diesem Reaktor, der hauptsächlich zum Nachweis der Funktionstüchtigkeit des Konzepts diente, wurde der HTRE-2 mit leichten Änderungen gebaut. Der nachfolgende HTRE-3 sollte die Einsatzfähigkeit als Flugzeugantrieb nachweisen. Er verwendete einen feststoffmoderierten Reaktor, der zwei X39 antrieb.

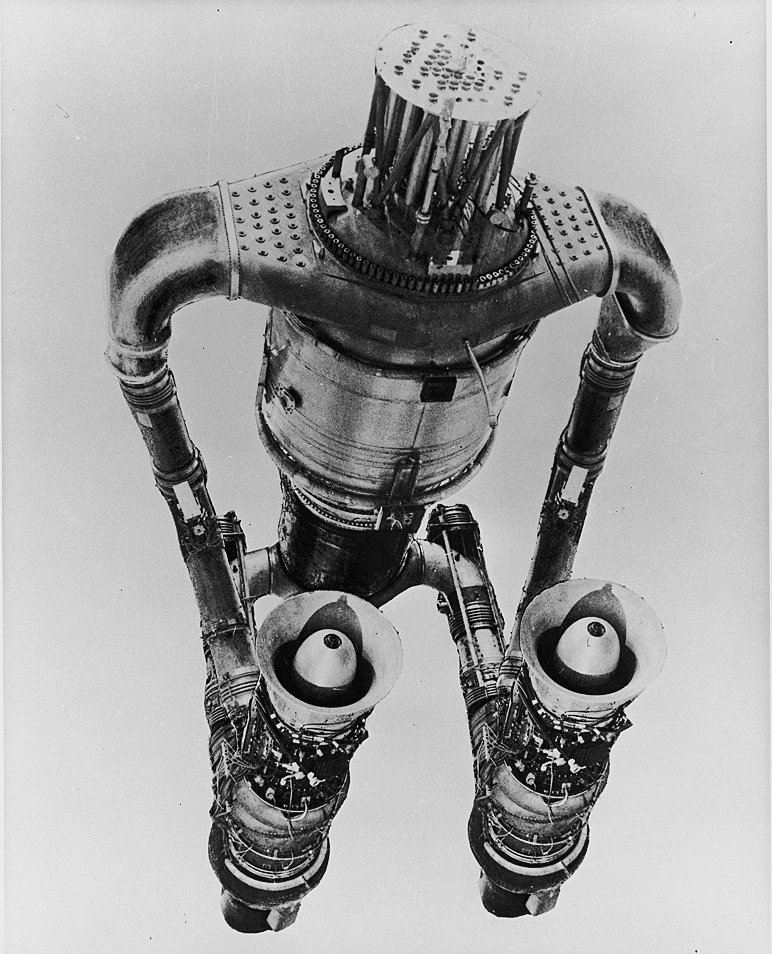
HTRE-3 mit Reaktor und zwei J47/X39

Das vorgesehene P-1-Triebwerk basierte auf der X39-Konfiguration und verwendete vier modifizierte J53 (X40) statt der J47/X39. Jedoch blieb auch das J53-Turbojet-Triebwerk letztlich nur ein Entwurf. Sowohl X39 als auch X40 beinhalteten zusätzlich vor der Turbinenstufe eine Brennkammer, die z. B. Kerosin zum Starten des Triebwerks einsetzen konnte, bis der Reaktor seine Betriebstemperatur erreicht hatte. Dieses konventionelle Brennkammersystem konnte auch für Start und Landung und möglicherweise während der Zielannäherung eingesetzt werden, wenn die relativ langen Reaktionszeiten des Reaktors von Nachteil sein konnten.
Der Entwicklungsfortschritt bei Pratt & Whitney mit dem indirekten geschlossenen System war weit langsamer. Ein lauffähiges System konnte nicht gezeigt werden, da sich der notwendige Entwicklungsaufwand als weit größer gegenüber dem direkten System herausstellte. Es wurden lediglich Versuche mit Einzelkomponenten wie dem Wärmetauscher durchgeführt.

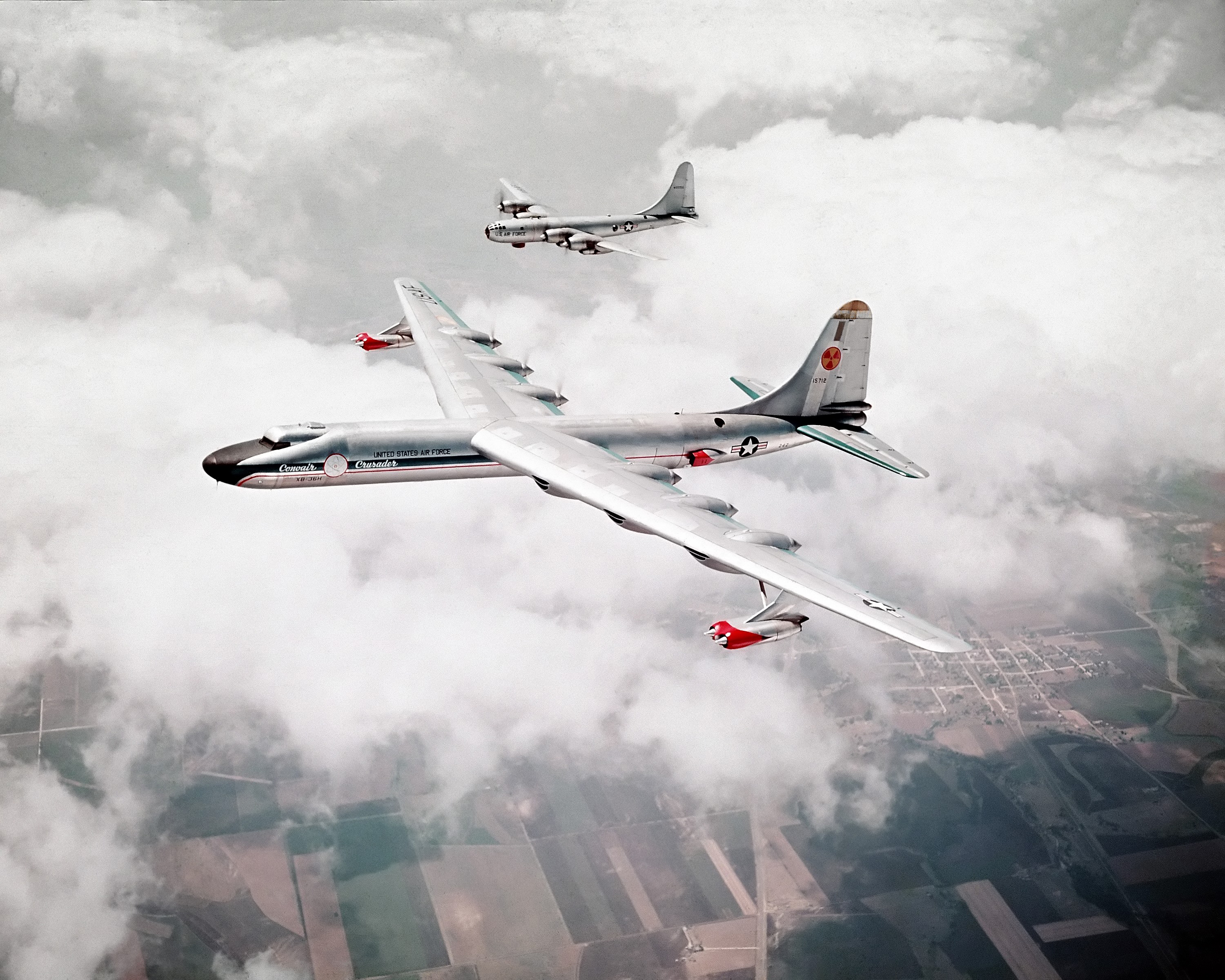
NB-36H mit ihrem Begleitflugzeug B-50 (48-058)

### NB-36H
Das ANP Programm beinhaltete den Plan, zwei Convair B-36 von Consolidated Vultee Aircraft Corporation als Teil des MX-1589-Projekts umrüsten zu lassen. Eine B-36 sollte dafür genutzt werden, die nötigen Abschirmungseinrichtungen für einen Kernreaktor im Flug zu untersuchen, die andere sollte die X-6 werden.
Die erste umgerüstete B-36 wurde Nuclear Test Aircraft (NTA, nukleares Testflugzeug) genannt. Mit ihr sollte ein kleiner Reaktor im Hinblick auf die Wirksamkeit der Abschirmung im Flug erprobt werden, ohne jedoch zum Antrieb des Flugzeugs herangezogen zu werden. Die erste öffentliche Ankündigung des MX-1589-Projekts erfolgte am 5. September 1951 durch den Convair-Manager August C. Esenwein.
In Vorbereitung für die NTA-Versuche installierte Convair 1953 einen kleinen nuklearen Ground Test Reactor (GTR, Bodentestreaktor) in Fort Worth, der am 17. November 1953 kritisch wurde. Ebenso wurde auch der im Flugzeug einzubauende Aircraft Shield Test Reactor (ASTR, Flugzeug-Schutzschild-Versuchsreaktor) im gleichen Jahr kritisch. Sehr viel Entwicklungszeit verwendete man für die Konzeption der Unterbringung und für den Strahlenschutz der Besatzung. Man entschied sich letztlich für nebeneinander angeordnete Plätze von Pilot und Kopilot, zwei Nuklearingenieure saßen direkt dahinter, während der Flugingenieur am hinteren Ende in der Mitte des abgeschirmten Raumes saß. Im Juli 1952 begann der Bau des Besatzungs-Kompartiments, das erst Anfang 1955 fertiggestellt wurde. Die Abschirmung begrenzte den Raum der Besatzung deutlich, so hatte z. B. die Plexiglasscheibe des Cockpits eine Dicke von 15 cm. Das Besatzungskompartiment konnte für Wartungszwecke leicht als komplette Einheit aus dem Flugzeug ausgebaut werden.
Für die ersten Bodenversuche mit Abschirmungseinrichtungen wurde Mitte 1951 die XB-36 (42-13570) eingesetzt. Das eigentliche NTA-Flugzeug war eine B-36H-20-CF mit der USAF-Seriennummer 51-5712, die während eines Tornados in Carswell am 1. September 1952 beschädigt worden war. Da hiervon vor allem der Rumpfbug betroffen war, und dieser sowieso ausgetauscht werden sollte, fiel die Wahl auf diese Maschine. Anfang 1955 erhielt sie das neue Vorderteil und sämtliche andere Umbauten für die Flugversuche. Dieses Flugzeug wurde am 11. März 1955 als XB-36H und ab 6. Juni 1955 dann endgültig als NB-36H bezeichnet. In der Frühphase der Erprobung trug es noch den Schriftzug Convair Crusader am Bug. Der luftgekühlte 1000-kW-ASTR-Kernreaktor besaß eine Abschirmung aus dem neuen Werkstoff Boral (eine Sandwich-Konstruktion aus Borcarbid und Aluminium) um den Reaktor selbst, die durch weitere Wassermantelbereiche im Rumpf und direkt hinter dem Crew-Bereich ergänzt wurde. In der Mitte des Flugzeugs war weiterhin eine vier Tonnen schwere Bleischeibe installiert. Der im Bombenschacht Nr. 4 (im Bereich der Hinterkante des Tragflügels) eingebaute ASTR-Reaktor wog alleine 15,9 Tonnen, eine Anzahl von Luftein- und -auslässen in diesem Rumpfbereich sorgte für die Kühlung. Der Reaktor wurde während des Flugs betrieben, versorgte das Flugzeug aber nicht mit Energie.
Der Erstflug der NB-36H fand am 17. September 1955 mit dem Testpiloten A. S. Witchell Jr. statt. Bei jedem der Flüge wurde die Maschine von einer Boeing C-97 begleitet, die einen Zug bewaffneter Marines mitführte, um im Falle einer Notlandung die B-36 abschirmen zu können. In den meisten Fällen wurde auch eine Boeing B-50 (48-058) als Begleitflugzeug zur Aufzeichnung von Daten eingesetzt. Die NB-36H führte zwischen 1955 und 1957 insgesamt 47 Testflüge durch, der Reaktor war jedoch nur bei 21 Flügen kritisch. Nach dem vorläufigen Ende des Erprobungsprogramms Ende 1957 wurde die Maschine in Fort Worth abgestellt, mit der Absicht, das Programm mit der weiteren Zuweisung von Mitteln wieder fortzusetzen. Da jedoch weder 1958 noch 1959 die entsprechende finanzielle Ausstattung erfolgte, entschloss man sich, das Flugzeug im September 1958 zu verschrotten.

### X-6
Die X-6 sollte gemäß dem ANP-Programm zum ersten Mal den Reaktor zum Antrieb des Flugzeugs einsetzen. Auch hierfür sollte die B-36 als Träger dienen, da keine andere Zelle in der Lage war, das hohe Gewicht des Reaktors und der Abschirmung aufzunehmen. Kurzzeitig wurde auch erwogen, die zwei Convair YB-60-Zellen hierfür vorzusehen.
Man plante die X-6 unter der Annahme, dass das J53-Turbojet-Triebwerk die Basis für das X40-Nukleartriebwerk sein würde. Das gesamte Antriebssystem sollte 75 Tonnen wiegen, zusammengesetzt aus dem 4,5 Tonnen-Reaktor, 27 Tonnen für die Reaktorabschirmung, 17 Tonnen für die Crewabschirmung, 8,3 Tonnen für die eigentlichen Triebwerke und 18,2 Tonnen für die Luftein- und -auslässe und weitere Hilfseinrichtungen. Das Abfluggewicht der X-6 sollte 163,5 Tonnen betragen. Die Abschirmung für die Besatzung befand sich fast 20 m vor dem Reaktor und sollte eine maximale Strahlenbelastung von 0,25 Röntgen/h garantieren. Dies entspricht in heutigen Einheiten 2,5 mSv/h, die derzeit erlaubte Jahresdosis für Personen von 25 mSv pro Jahr wäre demnach bereits nach zehn Stunden Flugzeit erreicht worden. Der Crew-Bereich selbst war gegenüber dem der NB-36H nicht verändert.
Die vier J53/X40-Triebwerke waren im Entwurf in einer Reihe unter dem Rumpf etwas vor dem Reaktor angeordnet. Die Verdichterluft konnte so auf kürzestem Weg in den Reaktor und durch den Turbinenteil nach außen geleitet werden. Der R-1 Reaktor als Teil des P-1-Antriebssystems war luftgekühlt und wassermoderiert, wobei das Wasser auch als zusätzliches Kühlmittel für den Kern dienen konnte. Der 1,8 Tonnen schwere Reaktorkern besaß einen Durchmesser von 1,60 m, war 0,91 m lang und enthielt 65 kg angereichertes Uran. Als klar wurde, dass das J53 als Basistriebwerk nicht zur Verfügung stehen würde, zog man das J47, ein projektiertes Triebwerk GE-X-5-0, das Pratt & Whitney J57-P-5 und das Wright YJ67-W-1 als Ersatz in Betracht. Das J47 wurde als nicht leistungsstark genug zurückgewiesen, Das GE-X-5-0 würde mindestens weitere 48 Monate Entwicklungszeit beanspruchen, das J57 war zwar ebenfalls eigentlich zu leistungsschwach, jedoch wurden zwei Reihen mit je drei Triebwerken als ausreichend für die Flugerprobung angesehen. Bei dem YJ67 war die Ausgangslage ähnlich, hier betrachtete man eine Reihe von fünf Triebwerken als ausreichend.
Nach einer Änderung der Luftführung zum Reaktor, jetzt von hinten nach vorne, änderte man auch die Bezeichnung des Gesamtantriebssystems von P-1 in P-3 und die des Reaktors von R-1 in R-3.
Zwei von General Electric produzierte Prototypen des Reaktors sind erhalten und können im US-Bundesstaat Idaho am Experimental Breeder Reactor I besichtigt werden.
In den 1960er Jahren führte das Tupolew-Konstruktionsbüro ein ähnliches Experiment mit einer Tupolew Tu-95 durch, die mit einem Kernreaktor ausgestattet und als Tupolew Tu-119 bezeichnet wurde.

## Allgemeine Daten

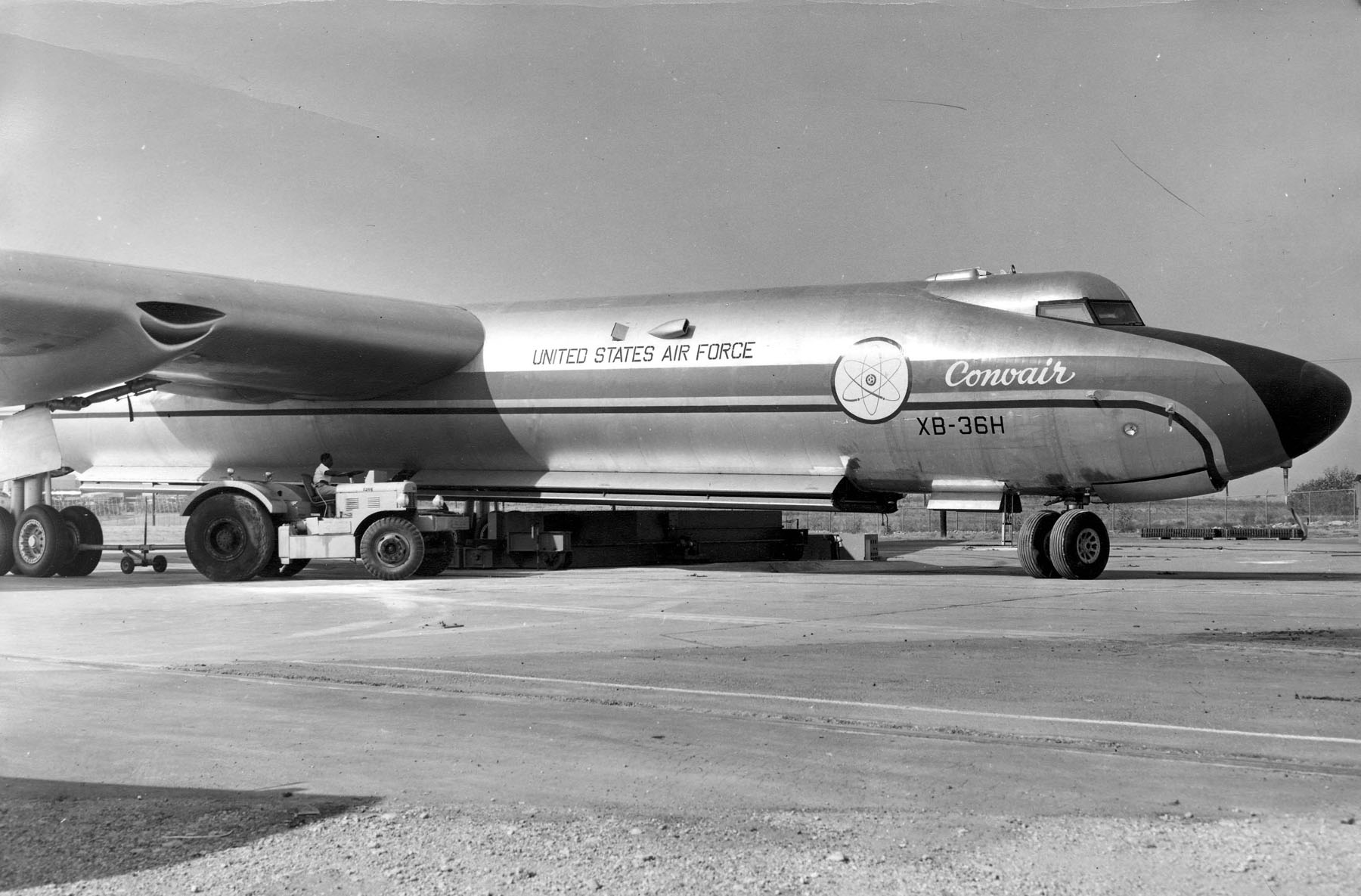
Bugsektion der Convair NB-36H

| Kenngröße             | Daten                                                   |
| --------------------- | ------------------------------------------------------- |
| Besatzung             | 5                                                       |
| Länge                 | 49,38 m                                                 |
| Spannweite            | 70,1 m                                                  |
| Höhe                  | 14,26 m                                                 |
| Flügelfläche          | 443,3 m²                                                |
| Flügelstreckung       | 11,1                                                    |
| Startmasse            | 163.000 kg                                              |
| Höchstgeschwindigkeit | 628 km/h                                                |
| Dienstgipfelhöhe      | 12.200 m                                                |
| Triebwerke            | 6 × Pratt & Whitney R-4360-53; 4 × General Electric X40 |